# Drug Enforcement Administration
Die Drug Enforcement Administration (DEA; deutsch Drogenbekämpfungsbehörde) ist eine dem Justizministerium der Vereinigten Staaten unterstellte Strafverfolgungsbehörde mit Hauptsitz in Arlington, Virginia.  
Ihre Aufgabe ist es, die illegale Herstellung von Drogen und den Drogenhandel in den USA zu unterbinden. Sie verfolgt damit die Umsetzung eines US-amerikanischen Gesetzesbeschlusses von 1970, des Controlled Substances Act. Die Einschätzungen der DEA und des US-Gesundheitsministeriums werden regelmäßig kontrovers diskutiert.

## Auftrag

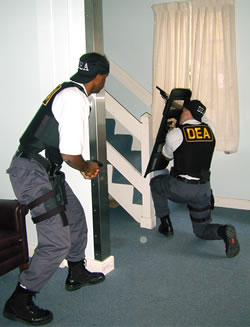
DEA-Agenten bei einer Übung

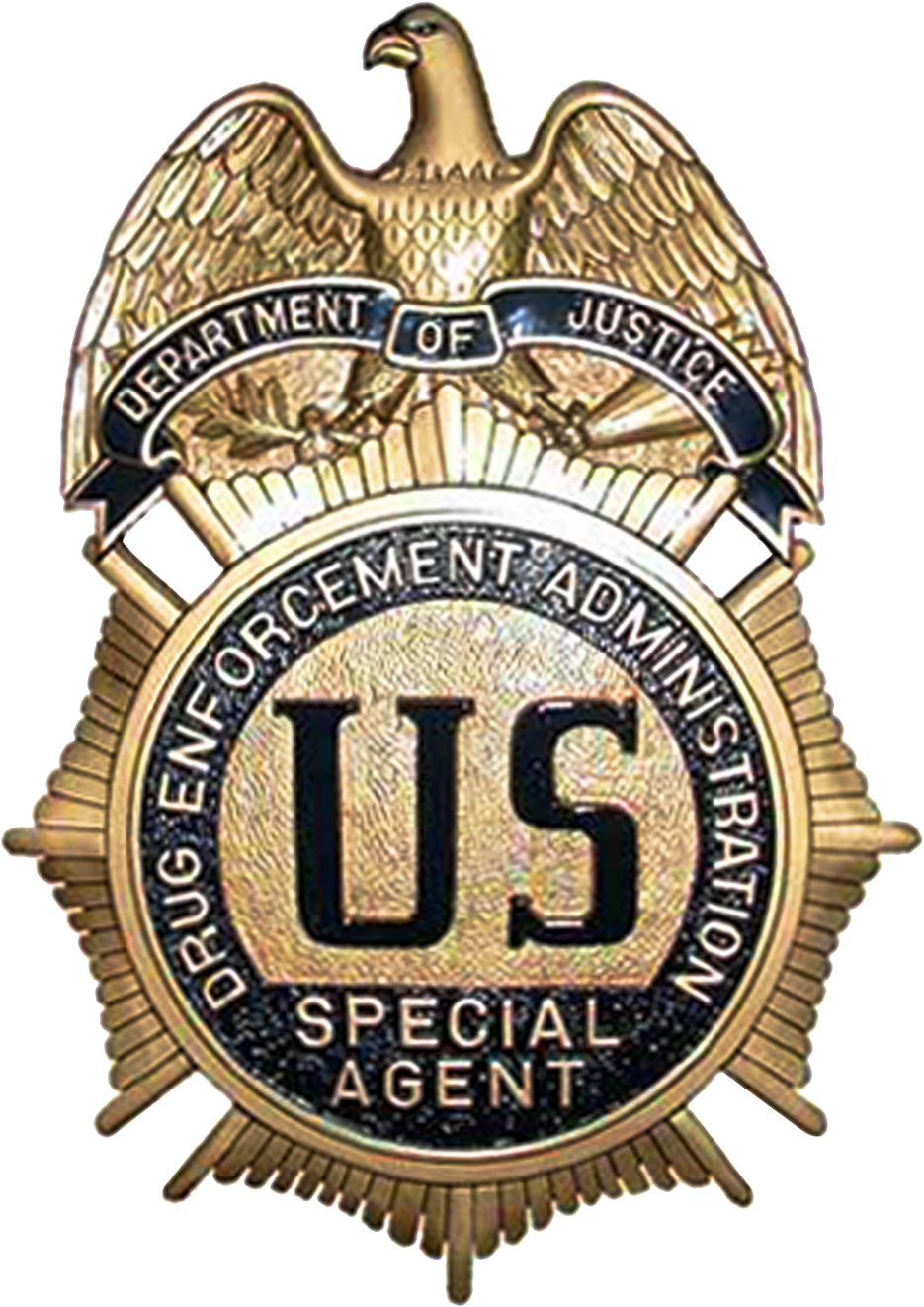
DEA-Marke

### Aufgaben
Der US-Kongress hat verbotene Substanzen in fünf Klassen aufgeteilt, die von der DEA verfolgt werden. Die Klassifizierung basiert auf verschiedenen Faktoren, wie z. B. das durch die DEA wahrgenommene Potenzial an Missbrauch einer Substanz, sowie der Einschätzung des US-Gesundheitsministeriums, ob der betroffenen Substanz eine seriöse medizinische Verwendung zukommen kann. Die Strafen für den Besitz von verbotenen Drogen fußen auf der Klassifizierung einer Substanz. 

### Organisation
Die Behörde unterhält 221 städtische Büros (domestic offices) in 21 Divisionen im Inland:
- Atlanta Division
- Chicago Division
- Caribbean Division
- Dallas Division
- Denver Division
- Detroit Division
- El Paso Division
- Houston Division
- Los Angeles Division
- Miami Division
- New England Division
- New Jersey Division
- New Orleans Division
- New York Division
- Philadelphia Division
- Phoenix Division
- San Diego Division
- San Francisco Division
- Seattle Division
- St. Louis Division
- Washington, DC Division[4]

Im Ausland unterhält sie 92 Büros (foreign offices) in 70 Staaten; organisatorisch in Regionen (Afrika, Europa, Nord- und Mittelamerika, Anden, Ferner Osten, Southern Cone (Brasilien, Chile, Argentinien, Paraguay, Peru und Uruguay), Karibik und Mittlerer Osten) und in Arten (DEA Presence, Country Office, Resident Office, Regional Office) unterteilt.

### Rechtsgrundlage
Darüber hinaus unterliegt der Drogenhandel auch dem RICO Act, einem Bundesgesetz zur Bekämpfung organisierter Kriminalität, krimineller Vereinigungen und Banden. Das Gesetz ermöglicht es Bundesanwälten, zu verfolgen und gegebenenfalls Klage zu erheben, wenn eine Person in Verdacht steht, einer kriminellen Organisation anzugehören. Dies kann der Fall sein, wenn der Angeklagte innerhalb von zehn Jahren zwei von insgesamt 35 definierten Straftaten mit demselben Ziel oder Resultat begangen hat. Dazu gehört auch der von der DEA verfolgte Drogenhandel.

## Klassifizierung
Die DEA teilt von ihr kontrollierte Substanzen in mehrere Klassen ein:
- Klasse-I-Drogen: hohes Potenzial an Missbrauch, kein nachgewiesener medizinischer Nutzen, unter anderem: PCP, GHB, MDA, MDMA/Ecstasy, Heroin, LSD, Meskalin, Marihuana.
- Klasse-II-Drogen: hohes Potenzial an Missbrauch, teilweise nachgewiesener medizinischer Nutzen, hohe Wahrscheinlichkeit für psychische oder physische Abhängigkeit. Diese Drogen sind verschreibungspflichtig, der Absatz wird sorgfältig von der DEA kontrolliert und überwacht, unter anderem: Kokain, Methylphenidat, Pethidin, Opium, Morphin, Amphetamin, Methamphetamin
- Klasse-III-Drogen: weniger Potenzial für Missbrauch als Klasse-I- und -II-Substanzen, anerkannte medizinische Anwendungen und eine mäßige bis geringe Wahrscheinlichkeit der psychischen oder physischen Abhängigkeit. Diese Drogen sind verschreibungspflichtig, der Absatz weniger streng überwacht als Klasse-II-Substanzen, unter anderem: Steroide, Hypnotika, Codein, synthetisches Δ9-THC, Ketamin
- Klasse-IV-Drogen: weniger Potenzial für Missbrauch als Klasse-III-Substanzen, anerkannte medizinische Anwendungen und ein geringeres Risiko einer Abhängigkeit als bei Klasse III. Der Verkauf wird ähnlich wie Klasse III überwacht, unter anderem: Diazepam
- Klasse-V-Drogen: weniger Potenzial für Missbrauch als Klasse-IV-Substanzen, geringes Risiko der psychischen oder physischen Abhängigkeit. Sind meist im freien Handel erhältlich, unter anderem Hustenmedizin, die geringe Mengen von Codein enthalten.

## Sonstiges
Die Behördenleiterin Michele Leonhart trat wegen eines Sexparty-Skandals von US-Drogenfahndern am 22. April 2015 zurück.

## Kritik
Die DEA gerät sowohl in den USA als auch im Ausland regelmäßig in die Schlagzeilen wegen ihrer aggressiven Vorgehensweise im Rahmen des „War on Drugs“.